# Will Hughes
William James Hughes (Weybridge, Inglaterra, 7 de abril de 1995), más conocido como Will Hughes, es un futbolista británico que juega en la posición de centrocampista en el Crystal Palace de la Premier League de Inglaterra.

## Trayectoria

### Primeros años
Hughes nació en Surrey, Inglaterra, en 1995. A la edad de dos años, se muda junto a su familia a la ciudad de Derby, condado de Derbyshire. Luego de jugar en diversos equipos de fútbol locales como Mickleover Jubilee, logró ingresar en el Derby County en 2011.

### Derby Country
Will hizo su debut con el equipo filial del club ingresando a los 25' del segundo tiempo en una victoria por 6-1 sobre el Walsall F. C. en un partido de la Central League Cup. Sin embargo su debut en el primer equipo ocurrió en un partido de la temporada 2011-12 de la Football League Championship, donde ingresó a los 45' del segundo tiempo en una derrota por 3-2 ante el Peterborough United. El 21 de abril de 2012 ingresó en la victoria ante el Portsmouth, reemplazando a Theo Robinson en el que sería su segundo partido en la liga. A la semana siguiente debuta como titular en el empate ante el Peterborough United (casualmente equipo al que enfrentó en su debut oficial), siendo reemplazado por Tom Carroll.

## Selección nacional
El 17 de enero de 2012 fue convocado a la selección sub-17 de Inglaterra (junto a su compañero de equipo Mason Bennett) por primera vez para el Algarve Tournament, en febrero de 2012. Hughes jugó los tres encuentros y anotó el gol del empate 2-2 ante Países Bajos. En noviembre de 2012, hace su primera aparición con la selección sub-21 de Inglaterra en un amistoso ante su par de Irlanda del Norte, reemplazando a Josh McEachran. De esta manera se convirtió en el segundo jugador más joven en debutar en la selección sub-21.

## Clubes
| Club                 | País       | Año       |
| -------------------- | ---------- | --------- |
| Derby County F. C.   | Inglaterra | 2011-2017 |
| Watford F. C.        | Inglaterra | 2017-2021 |
| Crystal Palace F. C. | Inglaterra | 2021-     |

## Palmarés

### Títulos nacionales
| Título           | Club                 | País       | Año  |
| ---------------- | -------------------- | ---------- | ---- |
| FA Cup           | Crystal Palace F. C. | Inglaterra | 2025 |
| Community Shield | Crystal Palace F. C. | Inglaterra | 2025 |